# Communication-Based Train Control

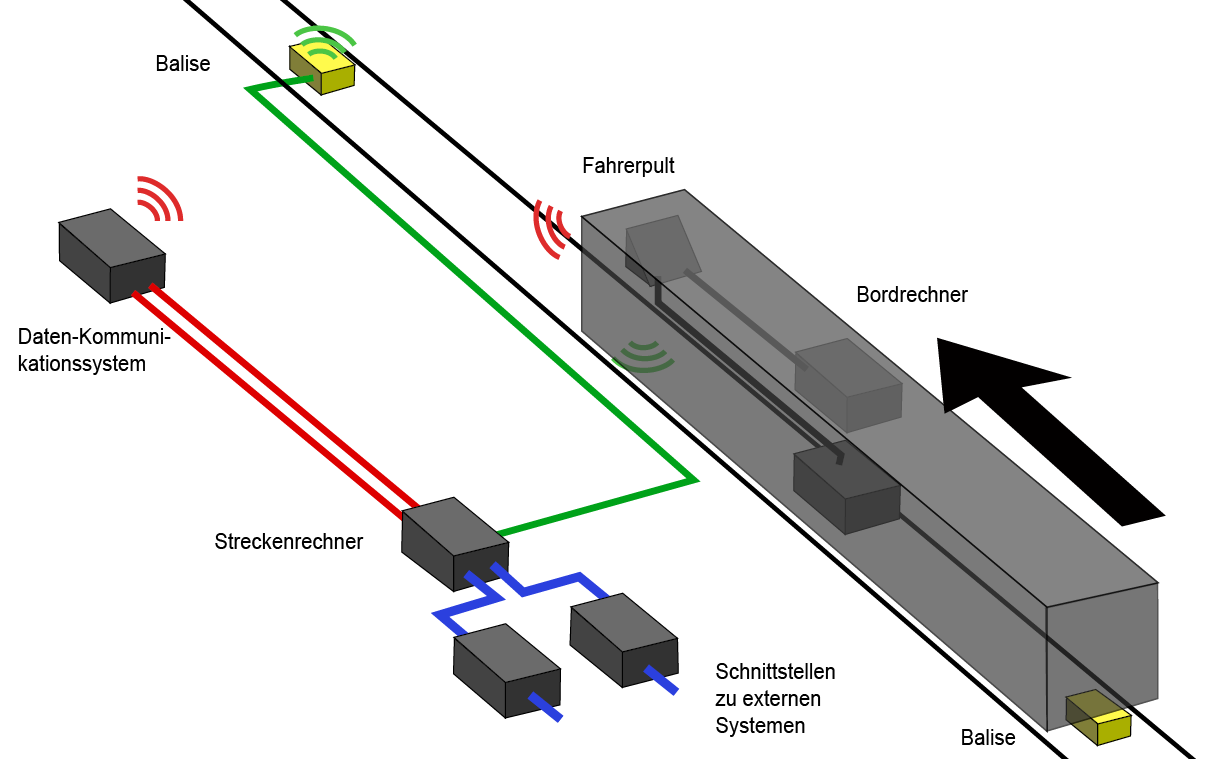
Übersicht CBTC

Als Communication-Based Train Control (CBTC) werden Systeme zur Zugbeeinflussung und zur Sicherung von Zugfahrten bezeichnet, bei denen eine in beide Richtungen arbeitende Datenkommunikation zwischen Fahrzeug und Streckenausrüstung stattfindet, sowie eine präzise Gleisfreimeldung unabhängig von einer Streckenausrüstung wie Gleisstromkreisen genutzt wird, wodurch ein Fahren im wandernden Raumabstand ermöglicht wird. Die Grundfunktion des Systems kann um Türsteuerung oder Fahrgastinformationen erweitert werden. Die Anforderungen und die allgemeine Systemarchitektur von CBTC-Systemen ist in mehreren IEEE-Standards definiert. CBTC-Systeme werden überwiegend bei Nahverkehrssystemen und U-Bahnen eingesetzt.

## Funktionsweise
Grundsätzlich arbeiten alle CBTC-Systeme auf gleiche Art und Weise: Ein streckenseitiger Rechner verfolgt alle Züge auf der Strecke, die mit diesem Computer verbunden sind. Dadurch können die Züge dichter hintereinander fahren als auf manuell überwachten Strecken. Dieser streckenseitige Rechner versorgt die Fahrzeugrechner mit entsprechenden Führungsdaten.
Ein CBTC-System kann unterschiedliche Stufen abdecken:
- Automatic Train Protection (ATP) / Zugbeeinflussung
- Automatic Train Operation (ATO) / Vollautomatischer Zugbetrieb
- Automatic Train Supervision (ATS) / Zugleitsystem

Je nach Art der Übertragung zwischen streckenseitigen Einrichtungen und den Fahrzeugen unterscheidet man zwischen schienenabhängigen, schleifenbasierten und funkgestützten CBTC-Systemen:
- codierte Gleisstromkreise (linienförmige Zugbeeinflussung über Schienenlinienleiter)
- Linienleiterschleifen (linienförmige Zugbeeinflussung über Kabellinienleiter)
- Funkübertragung (Funkzugbeeinflussung)

CBTC-Systeme integrieren typischerweise die Funktionen der Zugbeeinflussung, des automatischen Fahrens, des Stellwerks und der Steuerung in einem System.
CBTC-Systeme erlauben das Fahren im wandernden Raumabstand (Moving Block).

## Auswahl von Einsatzgebieten
U-Bahn New York
- CBTC wird bei der New York City Subway für ATO auf den Linien L und 7 eingesetzt.[4] Im Jahr 2021 wurden Arbeiten an der IND Queens Boulevard Line abgeschlossen, im Jahr 2024 soll der Südteil der IND Eighth Avenue Line umgestellt sein, parallel wird an der IND Culver Line gearbeitet.[5] Hitachi wird die IND Crosstown Line ausrüsten. Alle Strecken sollen bis Mitte der 2030er Jahre auf CBTC umgestellt werden. Als Zwischenschritt wird der Modus ATP, auch in der Variante ATPM mit mehr manueller Steuerung, genutzt. Das Ziel ist ATO auf allen Linien.

Metro Madrid
- Auf der Linie 6 der Metro in Madrid ist CBTC im Fahrgastbetrieb[6].

Kanada
- CBTC-Systeme werden bei Nahverkehrssystemen in Toronto und beim SkyTrain Vancouver eingesetzt, wo Schleifen zur Übertragung verwendet werden.

MRT Singapur
- Bei der MRT in Singapur sind alle Metrolinien mit CBTC ausgerüstet. Die meisten Linien, die North East Line, Circle Line, Downtown Line und die Thomson-East Coast Line, verkehren fahrerlos.

Métro Paris
Bei der Métro Paris sind drei verschiedene Systeme im Einsatz bzw. im Aufbau:
- Die beiden vollautomatisierten Strecken mit fahrerlosen Zügen, d. h. die Linien 1 und die 14 werden unter dem System SAET (=Système d'automatisation de l'exploitation des trains) betrieben.
- Bei der Linie 13 ist das System OURAGAN (=Offre urbaine renouvelée et améliorée gérée par un automatisme nouveau) seit Juli 2017 vollständig in Betrieb.[7]
- Für die Linien 3, 5, 9, 10 und 12 ist das System OCTYS (=Open Control of Trains, Interchangeable & Integrated System) in Vorbereitung. Im Frühjahr 2015 fanden Testfahrten auf den Linien 5 und 9 statt. Im Juli 2015 wurde die Linie 5 für drei Tage vollständig zur Einführung der neuesten Version von OCTYS für die Öffentlichkeit gesperrt. Zielvorgabe ist, wie bei den anderen Systemen auch, den minimalen Zeitabstand zwischen zwei aufeinanderfolgenden Zügen auf 90 s zu verringern.
- Bis 2030 soll auf allen Pariser Metrolinien die Zugüberwachung und -beeinflussung modernisiert werden.[8]

Dänemark
- S-Bahn Kopenhagen: Am 4. April 2016 wurde auf der Strecke zwischen Hillerød und Jægersborg das neue Zugbeeinflussungssystem Trainguard MT von Siemens Mobility seiner Bestimmung übergeben. Verschiedene Anpassungen an die dänischen Erfordernisse wurden vorgenommen. Seit 17. Februar 2016 war dies die erste Strecke der S-Bahn in Kopenhagen, auf der das System in der Praxis erprobt wurde. Im Laufe der folgenden sechs Jahre sollte das gesamte Netz auf diese Technik umgestellt werden.[9][10]
- Seit 26. September 2022 ist auf dem gesamten S-Bahn-Netz das Zugbeeinflussungssystem CBTC in Betrieb.[11][12] 2024 wurde die Hochrüstung des Systems durch Siemens für den fahrerlosen Betrieb angekündigt.[13] Demnach soll 2030 der erste fahrerlose Zug getestet werden, die Ersetzung alter Züge soll bis 2038 abgeschlossen werden.

Deutschland
- Funkfahrbetrieb: Versuche auf der Bahnstrecke Osnabrück–Brackwede ab 1998. Wurde nach zwei Jahren im Jahr 2000 wieder eingestellt.
- U-Bahn München: CBTC-Einführung als Pilotprojekt ab 2023 geplant.[14]
- U-Bahn Frankfurt: Einführung ab 2025.[15]
- U-Bahn Hamburg: Ab 2026 auf den Linien U2 und U4.[16]
- Berliner Verkehrsbetriebe: Auf den Linien U5 und U8 soll CBTC ab 2029 bzw. 2032 genutzt werden.[17]
- Albtal-Verkehrs-Gesellschaft: Installation ab 2029 auf der Albtalbahn, der Bahnstrecke Busenbach–Ittersbach und der Hardtbahn angekündigt[18]

Großbritannien
- Die Elizabeth Line (Crossrail) in London wurde 2022 eröffnet. Sie nutzt auf dem zentralen Abschnitt und dem Ast nach Abbey Wood das CBTC-System Trainguard MT von Siemens Mobility. Auf den bereits zuvor bestehenden Bahnstrecken werden die Züge von ETCS Level 2 beziehungsweise den nationalen Zugbeeinflussungen AWS und TPWS überwacht.[19]

Schweiz
- Waldenburgerbahn seit dem Umbau auf Meterspur 2022.

Türkei
- Im Marmaray-Tunnel wird CBTC für S-Bahn-Züge genutzt, der Fernverkehr nutzt ETCS Level 1.[1]

Griechenland
- Die 2024 eröffnete U-Bahn in Thessaloniki wurde von Hitachi Rail mit CBTC ausgerüstet.[20]

Bulgarien
- Auf der im Jahr 2020 eröffneten Linie 3 der Metro Sofia wird ein CBTC-System von Siemens Mobility eingesetzt.[21]

Wuhan, China
- Bei der Wuhan Metro werden die Linien 1, 2 und 4 mit CBTC betrieben.[22]